# Elecciones provinciales del Chaco de 2025
Las elecciones provinciales del Chaco de 2025 se realizaron el domingo 11 de mayo del 2025. Donde se renovaron 16 bancas de la Cámara de Diputados de la Provincia del Chaco.

## Cronograma[1]
| Fecha      | Descripción                                                              |
| ---------- | ------------------------------------------------------------------------ |
| 12/11/2024 | Cierre de novedades electores nacionales                                 |
| 18/12/2024 | Convocatoria a elecciones                                                |
| 11/02/2025 | Exhibición y publicación de listas provisionales de electores nacionales |
| 03/03/2025 | Fin plazo reclamo de electores e impugnaciones                           |
| 11/03/2025 | Apertura registros voluntarios para autoridades de mesa                  |
| 11/03/2025 | Presentación de alianzas                                                 |
| 22/03/2025 | Fin plazo registro de candidatos y oficialización de listas              |
| 11/04/2025 | Ubicación de mesas                                                       |
| 11/04/2025 | Impresión de padrón definitivo electores nacionales                      |
| 11/04/2025 | Cierre registro voluntarios para autoridades de mesa                     |
| 11/04/2025 | Presentación de boletas                                                  |
| 21/04/2025 | Último Plazo para Subsanar Errores y Omisiones del Padrón Definitivo     |
| 21/04/2025 | Designación autoridades de mesa                                          |
| 23/04/2025 | Primer debate electoral                                                  |
| 26/04/2025 | Publicidad ubicación de mesas y sus autoridades                          |
| 30/04/2025 | Segundo debate electoral                                                 |
| 04/05/2025 | Prohibición publicidad de los actos de gobierno                          |
| 09/05/2025 | Prohibición de los actos públicos de proselitismo                        |
| 09/05/2025 | Prohibición publicación o difusión de encuestas                          |
| 11/05/2025 | Celebración de los comicios                                              |
| 13/05/2025 | Inicio de escrutinio definitivo                                          |
| 10/12/2025 | Asumen los diputados electos                                             |

## Resultados
| ← 2023 · Provincia del Chaco · 2027 → | ← 2023 · Provincia del Chaco · 2027 → | ← 2023 · Provincia del Chaco · 2027 → | ← 2023 · Provincia del Chaco · 2027 → | ← 2023 · Provincia del Chaco · 2027 → | ← 2023 · Provincia del Chaco · 2027 → | ← 2023 · Provincia del Chaco · 2027 → | ← 2023 · Provincia del Chaco · 2027 → | ← 2023 · Provincia del Chaco · 2027 → |
| Partido                               | Partido | Votos                                 | %                                     | Bancas                                | Candidatos |                                       |                                       |                                       |
| ------------------------------------- | --- | ------------------------------------- | ------------------------------------- | ------------------------------------- | --- | ------------------------------------- | ------------------------------------- | ------------------------------------- |
|                                       | Frente Chaco Puede + La Libertad Avanza Ver partidos de la alianza: - Unión Cívica Radical - La Libertad Avanza | 235.052                               | 45,65                                 | 8/16                                  | Ver candidatos: 1. Julio César Ferro (UCR) 2. Adelaida Susana Maggio (UCR) 3. Adrián Favio Zukiewicz (LLA) 4. Carina Cabriela Botteri Disoff (PRO) 5. Jorge Fernando Gómez (Ind.) 6. Alexis Mayra Yael Jarenko (LLA) 7. Iván Joaquín García (UCR) 8. María Elena Rodríguez (UCR) 9. Edgardo Gabriel Reguera (UCR) 10. Tamara Belén Silvestri (UCR) 11. Juan Felipe Chaussivert (UCR) 12. Mónica Marcela Morales (PRO) 13. Marcos Ramón Pastori (Ind.) 14. Silvana Edith Pérez (Ind.) 15. Marcelo Andrés Barrios (UCR) 16. Elisa Estefanía Fernández Asselle (UCR) |                                       |                                       |                                       |
|                                       | Frente Chaco Merece Más Ver partidos de la alianza: - Partido Justicialista - Frente Grande - Partido del Trabajo y del Pueblo - Partido de la Cultura, la Educación y el Trabajo - Partido Proyecto Popular - Partido de la Victoria - Partido Causa Reparadora - Movimiento Libres del Sur - Nuevo Encuentro por la Democracia y la Equidad - Unidos por Chaco - Kolina | 173.302                               | 33,66                                 | 6/16                                  | Ver candidatos: 1. Jorge Capitanich (PJ) 2. María Luisa Chomiak (PJ) 3. Pío Oscar Sander 4. Katia Blanc (FR) 5. Luciano Graciano Moser 6. Elda Insaurralde 7. Sebastián Enrique Benítez Molas 8. Lidia Élida Cuesta 9. Lucas Damián Nass 10. Shirli Anabela Galibert (PJ-LC) 11. Ricardo Luis Sánchez 12. Johanna Vanesa Duarte 13. César Mauricio Frugoni Zavala 14. María Paula Oviedo 15. Mario Guillermo González 16. Gilda Luciana Santa Cruz |                                       |                                       |                                       |
|                                       | Frente Primero Chaco Ver partidos de la alianza: - Partido Cambio Popular - Partido Movimiento de Bases - Frente Renovador - Raza Chaqueña - Partido Frente para el Cambio - Corriente de Pensamiento Bonaerense - Partido Idea | 58.719                                | 11,40                                 | 2/16                                  | Ver candidatos: 1. Atlanto Honcheruk (PJ) 2. Magda Ayala (PJ) 3. Ariel Osvaldo Ledesma 4. Laura Karina Fogar 5. René Armando Benítez 6. Marcela Alejandra Thoma 7. Raúl Ricardo Valdez 8. Nadia Luciana Mancebo 9. Ricardo Ernestc Lazdín 10. Adriana Noemi Stacchiotti 11. Juan Marcelo Vizgarra 12. Yésica Yanina Pedrini 13. Alfredo Javier Durán 14. Liliana Clarisa Schmidt 15. Isidro Salvador Acosta 16. Karina Paola Giménez |                                       |                                       |                                       |
|                                       | Nuevo Espacio Chaco Independiente Ver partidos de la alianza: - Nuevo Espacio de Participación del Chaco - Partido Demócrata - Partido Nuevo Esperanza - Partido 9 de julio | 10.579                                | 2,05                                  | 0/16                                  | Ver candidatos: 1. Juan José Bergia (NEPAR) 2. María Cecilia Matilde Carauni 3. Mirko Christian Nicolich 4. Cynthia Inés Meza 5. Enrique Oscar Guevera 6. Mirta Liliana Moreira 7. Rubén Sebastián Ríos 8. María Emilia Cabana 9. Alexis Zenón Cuéllar 10. Adriana Edith Córdoba 11. Restituto Gauto 12. Nanci Magdalena Ceschan 13. Carlos Alberto Pelayo 14. Raquel Montenegro 15. Héctor Daniel Degiorgi 16. Viviana Mónica Schlegel |                                       |                                       |                                       |
|                                       | Bases para la Libertad | 9.617                                 | 1,87                                  | 0/16                                  | Ver candidatos: 1. Marta Viviana Kassor 2. Naredo Luis Aguirre Piela 3. Silvia Esther Villordo 4. Carlos Alberto Latorre 5. Silvana Andrea García 6. Miguel Ángel Zardi 7. Analía Alejandra Mari Bordón 8. Juan Pablo Herraez 9. Silvia Cristina Rodríguez 10. Pablo Enrique Verón 11. Araceli María Margarita Rodríguez 12. Brian Carlos Martín Kolher 13. Elvira Elba Alegre 14. Carlos Ariel Osicka 15. Analía Noemí Gutiérrez 16. Guido Pascual Giménez |                                       |                                       |                                       |
|                                       | Partido del Obrero | 9.169                                 | 1,78                                  | 0/16                                  | Ver candidatos: 1. César Germán Báez 2. Verónica Alejandra Nanni 3. Oscar Humberto Deniz 4. Eunice Emilce Díaz 5. César Abel Carrillo 6. Carina Vanesa Giménez 7. Luis Edgardo Argañarás 8. Elsa Sánchez 9. Leonardo Darío Grab 10. Gisela Carolina Gauna 11. Alberto Alexis Cabral 12. Johanna Ester Marque 13. Sergio Andrés Nicolás 14. Karina Alejandra Escalante 15. Luis Emanuel Rosales 16. Rosana Elisabeth Cabrera |                                       |                                       |                                       |
|                                       | Ahora Vos Chaco | 6.874                                 | 1,33                                  | 0/16                                  | Ver candidatos: 1. Gerardo Luis Miguel Delgado Belaunzaran 2. Graciela Beatriz Pistón 3. Santiago Samuel Espíndola 4. Rosana Foutel 5. José Alejandro Alderete 6. Ana María Gómez 7. Leonel Gastón Bernardis 8. María de los Ángeles Robledo 9. Julio José Maidana 10. Mariela Luz González 11. Eduardo Ariel Bazán 12. Patricia Marcela Girón 13. Diego Orlando Luque 14. Mirian Patricia Ramírez 15. Víctor Ramón Mino 16. Alejandra Beatriz Isabel Peralta |                                       |                                       |                                       |
|                                       | Lealtad Popular | 4.525                                 | 0,88                                  | 0/16                                  | Ver candidatos: 1. Héctor Osvaldo Pruncini 2. Silvia Alejandra Antonietti 3. Atilio Omar Velázquez 4. Yanina Mariela Suárez Salazar 5. Ariel Alejandro Bottini 6. Margarita Amelia Rodríguez 7. Gustavo Fabián Ponce de León 8. Patricia Elsa Wirz 9. Carlos Alberto Gómez 10. Johana Marisol Giménez 11. Raúl Modesto Agüero 12. Elba Isabel Iñíguez 13. Roberto Ariel Penayo 14. Antonela Jaquelina Barrios 15. Hugo Lucas Racovik 16. Lorena Micaela Acevedo                                                                                                   |                                       |                                       |                                       |
|                                       | Movimiento Político, Social y Cultural Proyecto SUR | 2.894                                 | 0,56                                  | 0/16                                  | Ver candidatos: 1. María Celeste Espínola (UP) 2. Hernán Jorge Ojeda (PSUR) 3. Patricia Liliana Fernández (Somos) 4. Carlos Luis Barreto 5. Mercedes Gualalupe Segura Lema 6. Rolando Adrián Galeano 7. Lucia Gabriela Almada 8. Javier Hernán Fernández 9. Alejandra Beatriz Coronel 10. Darián Bernardo Silva 11. Celestina Maciel 12. Pablo Héctor Peichoto 13. Karina Mercedes Franco 14. Javier Ramón Ojeda 15. Viviana Vanesa Fernández 16. Juan Luis Coronel                                                                                               |                                       |                                       |                                       |
|                                       | Participación Ciudadana | 2.687                                 | 0,52                                  | 0/16                                  | Ver candidatos: 1. José Luis Adrián Centurión 2. Lilian Ramona de las Mercedes Marolo 3. César Osvaldo Torres 4. Mónica Magdalena Alfonzo 5. Aníbal César Luna 6. Eliana Elizabet Meza 7. Carlos Aguirre 8. Débora Celeste González 9. Daniel Eduardo González 10. Ramona Mirta Ballejo 11. Juan Ramón Alfonsín 12. Delia Ysabel Sandoval 13. José Luis Verón 14. Rosa Maidana 15. Edgardo Verón 16. Norma Beatriz González |                                       |                                       |                                       |
|                                       | Partido Frente Arraigo | 1.497                                 | 0,29                                  | 0/16                                  | Ver candidatos: 1. Laura Elisabeth Gerzel 2. Francisco Villán 3. Susana Esther Gómez 4. Carlos Lisandro Moreyra 5. Mirna Marina Guglielmetti 6. Nazareno Catriel Blanco 7. Soledad Lucero Villán 8. Alejandro Mario Acevedo 9. Mónica Alejandra Vanesa Cristaldo Ojeda 10. Omar Adolfo Caballero 11. María Elisabeth Ruiz Díaz 12. Diego Omar Sánchez 13. Silvia Liliana Gómez 14. Juan Carlos Gerzel 15. Valeria Cecilia Chambor 16. Oreste Arturo Blanco |                                       |                                       |                                       |
| Votos positivos                       | Votos positivos | 514.915                               | 97.37                                 |                                       | |                                       |                                       |                                       |
| Votos en blanco                       | Votos en blanco | 7.489                                 | 1,42                                  |                                       | |                                       |                                       |                                       |
| Votos nulos                           | Votos nulos | 6.441                                 | 1,22                                  |                                       | |                                       |                                       |                                       |
| Participación                         | Participación | 528.845                               | 52,26                                 |                                       | |                                       |                                       |                                       |
| Electores registrados                 | Electores registrados | 1.012.034                             | 100                                   |                                       | |                                       |                                       |                                       |
| Fuente:                               | |                                       |                                       |                                       | |                                       |                                       |                                       |